# Терлюга, Анжелика Владимировна
Анжелика Владимировна Терлюга (укр. Анжеліка Володимирівна Терлюга; 27 марта 1992, Одесса) — украинская каратистка, серебряный призёр Олимпийских игр 2020 в Токио, трехкратная чемпионка Европы в индивидуальном зачете и двухкратная чемпионка Европы в командном зачете. Заслуженный мастер спорта Украины. Выступает в весовой категории до 55 кг. Анжелика Терлюга первой в истории украинского каратэ завоевала олимпийскую лицензию — на Олимпийские игры-2020.

## Достижения

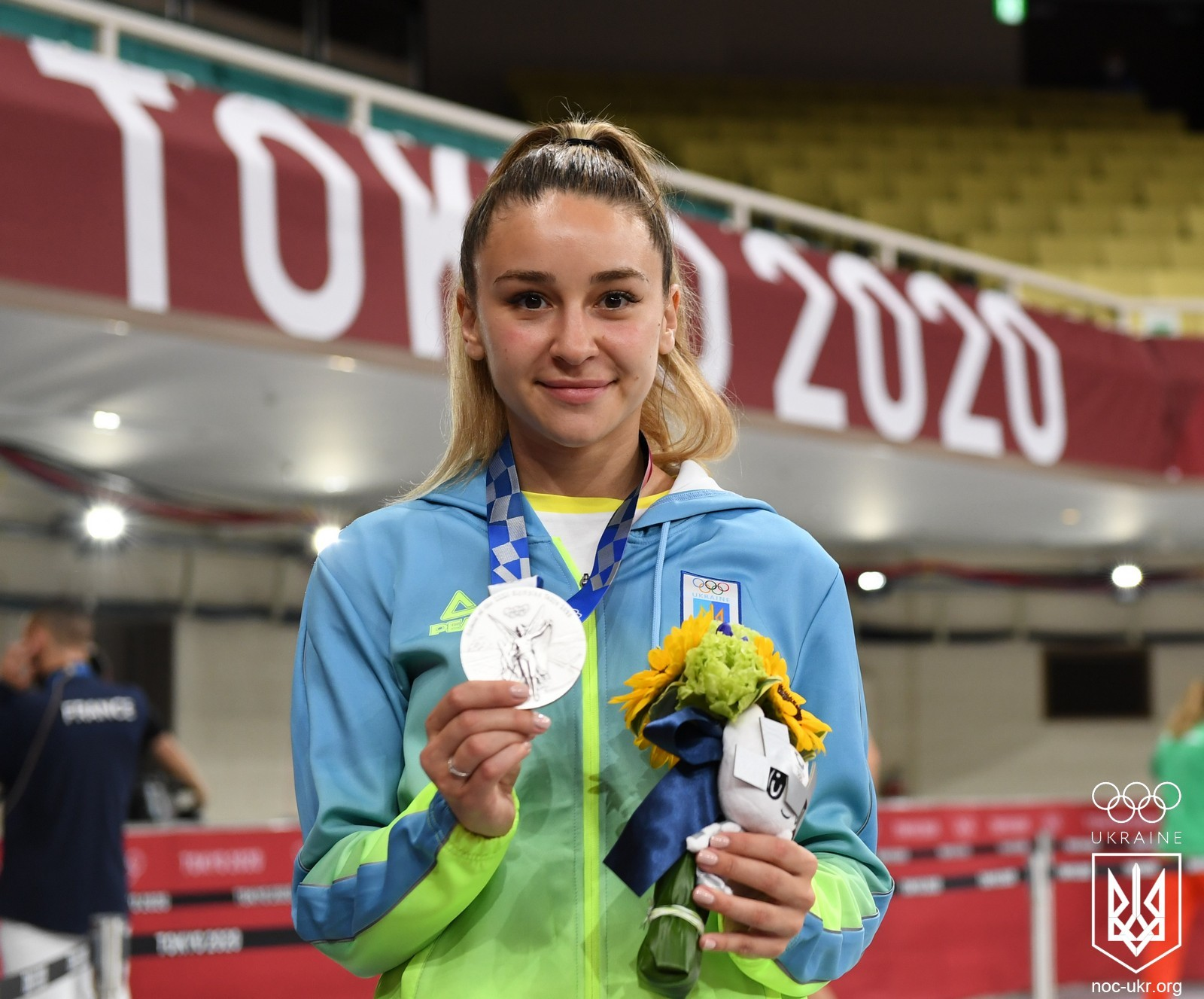
Анжелика Терлюга с серебряной медалью на Летних Олимпийских играх 2020 в Токио

- Серебряный призёр Олимпийских игр-2020 (личное кумитэ).
- Чемпион Европы 2018, 2022, 2023 (личное кумитэ).
- Чемпион Европы 2017, 2019 (командное кумитэ).
- Серебряный призёр чемпионата Европы 2016 (личное кумитэ).
- Серебряный призёр Европейских игр 2019.
- Бронзовый призёр чемпионата Европы 2014 (командное кумитэ).
- Бронзовый призёр чемпионата Европы 2017 года (личное кумитэ).
- Победитель турниров серии «Каратэ 1 Премьер-Лига» (10): Кобург (2015), Роттердам (2017), Лейпциг (2017), Берлин (2018), Париж (2019), Рабат (2019), Шанхай (2019), Токио (2019), Москва (2019), Дубай (2020).
- Победитель турниров серии «Каратэ 1 Серия А» (5): Зальцбург (2017), Окинава (2017), Сантьяго (2018, 2020), Шанхай (2018).
- Серебряный призёр турниров серии «Каратэ 1 Премьер-Лига» (3): Париж (2016), Дубай (2019), Париж (2020).
- Бронзовый призёр турниров серии «Каратэ 1 Премьер-Лига» (6): Зальцбург (2011, 2019), Шарм-Эль-Шейх (2016), Роттердам (2016, 2018), Париж (2018).
- Серебряный призёр турниров серии «Каратэ 1 Серия А» (1): Сантьяго (2019).
- Бронзовый призёр турниров серии «Каратэ 1 Серия А» (1): Зальцбург (2019).
- Чемпион Европы среди студентов 2011 года (командное кумитэ).
- Бронзовый призёр чемпионата Европы среди студентов 2011 года (личное кумитэ).
- Неоднократный чемпион Украины в личном кумитэ.
- Мировой рейтинг: 1-е место.
- Олимпийский рейтинг: 2-е место.
- Дважды признавалась лучшей спортсменкой Украины: в мае 2018 и в январе 2020, а тренер Анжелики Денис Морозов признавался лучшим тренером месяца.

## Награды
- Орден «Орден княгини Ольги» II степени (16 августа 2021) — за достижение высоких спортивных результатов на ХХХІІ летних Олимпийских играх в  городе Токио (Япония), проявленные самоотверженность и волю к победе[1].
- Орден княгини Ольги III ст. (15 июля 2019 года) — за достижение высоких спортивных результатов на II Европейских играх в г. Минске (Республика Беларусь), проявленные самоотверженность и волю к победе[2].